# エリー・デラクルーズ
エリー・アントニオ・デラクルーズ（Elly Antonio De La Cruz, 2002年1月11日 - ）は、ドミニカ共和国モンテ・プラタ州サバナ・グランデ・デ・ボヤ出身のプロ野球選手（内野手）。右投両打。MLBのシンシナティ・レッズ所属。愛称は「ラ・ココア（la cocoa）」。

## 経歴

### レッズ時代
2018年にアマチュア・フリーエージェントでシンシナティ・レッズと契約してプロ入り。契約金は6万5000ドル。
2019年に傘下のルーキー級ドミニカン・サマーリーグ・レッズでプロデビューし、43試合に出場して打率.285、1本塁打、26打点の成績を記録した。
2020年は新型コロナウイルスの影響でマイナーリーグのシーズンが中止となり、公式戦の出場は無かった。
2021年はルーキー級アリゾナ・コンプレックスリーグ・レッズで開幕を迎えた。シーズン途中にA級デイトナ・トーテュガスへ昇格。2チーム合計で61試合に出場して打率.296、8本塁打、42打点の成績を記録した。
2022年は、オールスターフューチャーズゲームに出場。
2023年は開幕を傘下AAAのルイビル・バッツで迎えた。6月6日にメジャー契約を結び、アクティブロースター入りし、メジャーに初昇格した。同日メジャーデビューを果たした。6月23日のブレーブス戦で2回に二塁打、3回に本塁打、5回に単打、6回に三塁打を記録し、サイクル安打を達成した。レッズとしては1989年6月2日のエリック・デービス以来の達成であり、メジャーデビューからわずか15試合目での達成は史上3番目の少なさ。また、21歳163日での達成は史上5番目の若さだった。7月8日のブルワーズ戦ではジェイク・フレイリーの打席で二盗を決め、三盗も決めた直後に隙を見て本盗も決め、1打者の打席の間に二盗、三盗、本盗を成功させるプレーを記録した。過去にこの記録を達成したのは、1969年5月18日にロッド・カルーがハーモン・キルブルーの打席で達成して以来のことだった。また1920年以降に1イニング3盗塁を達成した史上最年少の選手となった。
2024年8月21日、今季60盗塁目を記録。シーズン20本塁打&60盗塁はジョー・モーガン、リッキー・ヘンダーソン、エリック・デービス、ロナルド・アクーニャに次いで史上5人目（8度目）。9月20日に通算100盗塁を達成した。現代的な盗塁のルールが定められて以来、デビューから2シーズンで100盗塁以上を達成したのはリッキー・ヘンダーソン、ビンス・コールマンに次いで史上3人目となった。またデビューから2シーズンでの「30本塁打・100盗塁」は史上初となった。

## 選手としての特徴
5ツールプレイヤーの資質を持ち、足の速さと肩の強さ、長打力は出色とされている。

## 詳細情報

### 年度別打撃成績
| 年 度    | 球 団    | 試 合 | 打 席 | 打 数 | 得 点 | 安 打 | 二 塁 打 | 三 塁 打 | 本 塁 打 | 塁 打 | 打 点 | 盗 塁 | 盗 塁 死 | 犠 打 | 犠 飛 | 四 球 | 敬 遠 | 死 球 | 三 振 | 併 殺 打 | 打 率 | 出 塁 率 | 長 打 率 | O P S |
| -------- | -------- | ----- | ----- | ----- | ----- | ----- | -------- | -------- | -------- | ----- | ----- | ----- | -------- | ----- | ----- | ----- | ----- | ----- | ----- | -------- | ----- | -------- | -------- | ----- |
| 2023     | CIN      | 98    | 427   | 388   | 67    | 91    | 15       | 7        | 13       | 159   | 44    | 35    | 8        | 1     | 1     | 35    | 3     | 2     | 144   | 6        | .235  | .300     | .410     | .710  |
| 2024     | CIN      | 160   | 696   | 618   | 105   | 160   | 36       | 10       | 25       | 291   | 76    | 67    | 16       | 2     | 1     | 69    | 2     | 6     | 218   | 12       | .259  | .339     | .471     | .809  |
| MLB：2年 | MLB：2年 | 258   | 1123  | 1006  | 172   | 251   | 51       | 17       | 38       | 450   | 120   | 102   | 24       | 3     | 2     | 104   | 5     | 8     | 362   | 18       | .250  | .324     | .447     | .771  |

- 2024年度シーズン終了時
- 各年度の太字はリーグ最高

### 年度別守備成績
| 年 度 | 球 団 | 遊撃（SS） | 遊撃（SS） | 遊撃（SS） | 遊撃（SS） | 遊撃（SS） | 遊撃（SS） | 三塁（3B） | 三塁（3B） | 三塁（3B） | 三塁（3B） | 三塁（3B） | 三塁（3B） |
| 年 度 | 球 団 | 試 合      | 刺 殺      | 補 殺      | 失 策      | 併 殺      | 守 備 率   | 試 合      | 刺 殺      | 補 殺      | 失 策      | 併 殺      | 守 備 率   |
| ----- | ----- | ---------- | ---------- | ---------- | ---------- | ---------- | ---------- | ---------- | ---------- | ---------- | ---------- | ---------- | ---------- |
| 2023  | CIN   | 69         | 110        | 154        | 13         | 30         | .953       | 32         | 25         | 47         | 1          | 5          | .986       |
| 2024  | CIN   | 160        | 247        | 360        | 29         | 70         | .954       | -          | -          | -          | -          | -          | -          |
| MLB   | MLB   | 229        | 357        | 514        | 42         | 100        | .954       | 32         | 25         | 47         | 1          | 5          | .986       |

- 2024年度シーズン終了時
- 各年度の太字はリーグ最高

### タイトル
- 盗塁王：1回（2024年）

### 記録
MLB
- MLBオールスターゲーム選出：1回（2024年）
- サイクル安打：1回（2023年6月23日）

MiLB
- オールスター・フューチャーズゲーム選出：1回（2022年）

### 背番号
- 44（2023年 - ）